# Hyalinaspis vitreipelta
Hyalinaspis vitreipelta är en insektsart som beskrevs av Taylor 1962. Hyalinaspis vitreipelta ingår i släktet Hyalinaspis och familjen rundbladloppor. Inga underarter finns listade i Catalogue of Life.